# Betafo
Betafo é uma cidade de Madagascar com 31 000 habitantes.

## Geografia
Betafo é na região de Vakinankaratra no planalto central de Madagascar. É a capital do distrito do mesmo nome: distrito de Betafo.
Fica a 22 km da capital da região Antsirabe na estrada nacional para a costa oeste de Morondava.

## Economia
A região da cidade de Betafo é rica em minerais: Londonite, Turmalina, Fenaquita, Liddicoatit, Niobite, entre outras. O nome da cidade deu o nome ao mineral Betafite.

## Religião
A primeira igreja luterana do país foi construido em Betafo por missionários noruegueses

## Locais turisticos
- as cascadas de Antafofo, com uma altura de 20 metros
- as termas de Betafo, 3 km ao Norte da cidade
- o lago Tatamarina, 1 km ao Norte